# 朝阳区 (福州市)
朝阳区（1968年9月—1978年4月）是中华人民共和国福建省福州市历史上的一个市辖区。
1968年9月，仓山区改名为朝阳区。1970年2月，原盖山公社并入朝阳公社，连同建新公社划归朝阳区；7月，闽侯县城门公社划归朝阳区。1975年2月，析朝阳区朝阳公社原仓山地区设仓山公社，划为蔬菜生产基地，直属福州市革命委员会；3月，朝阳区的朝阳公社和城门公社划归郊区。1978年4月，朝阳区复名为仓山区。